# えび天 (魚肉練り製品)
えび天（えびてん）は、瀬戸内海沿岸地域で生産される魚肉練り製品である。

## 概説
全国的には、えび天というと海老を天ぷらにしたものをいうが、とくに愛媛県東予地方では、じゃこえびと魚肉のすり身を練り合わせて油で揚げた魚肉練り製品のことを指す。この地域では、単に「天ぷら」と呼ばれて親しまれてきた著名な料理である。ただし、一般的な天ぷらとは異なり、愛媛県のえび天は素揚げである。揚げかまぼこに分類される。
えび天はほんのり赤い色をしているが、地域によって形や練り込まれる魚が違う。
愛媛県新居浜市の物は、豆腐のやわらかい食感とエビ殻のジャリッとした食感が味わえることが特徴で、市の特産品の一つになっている。